# Dakstijl (auto)

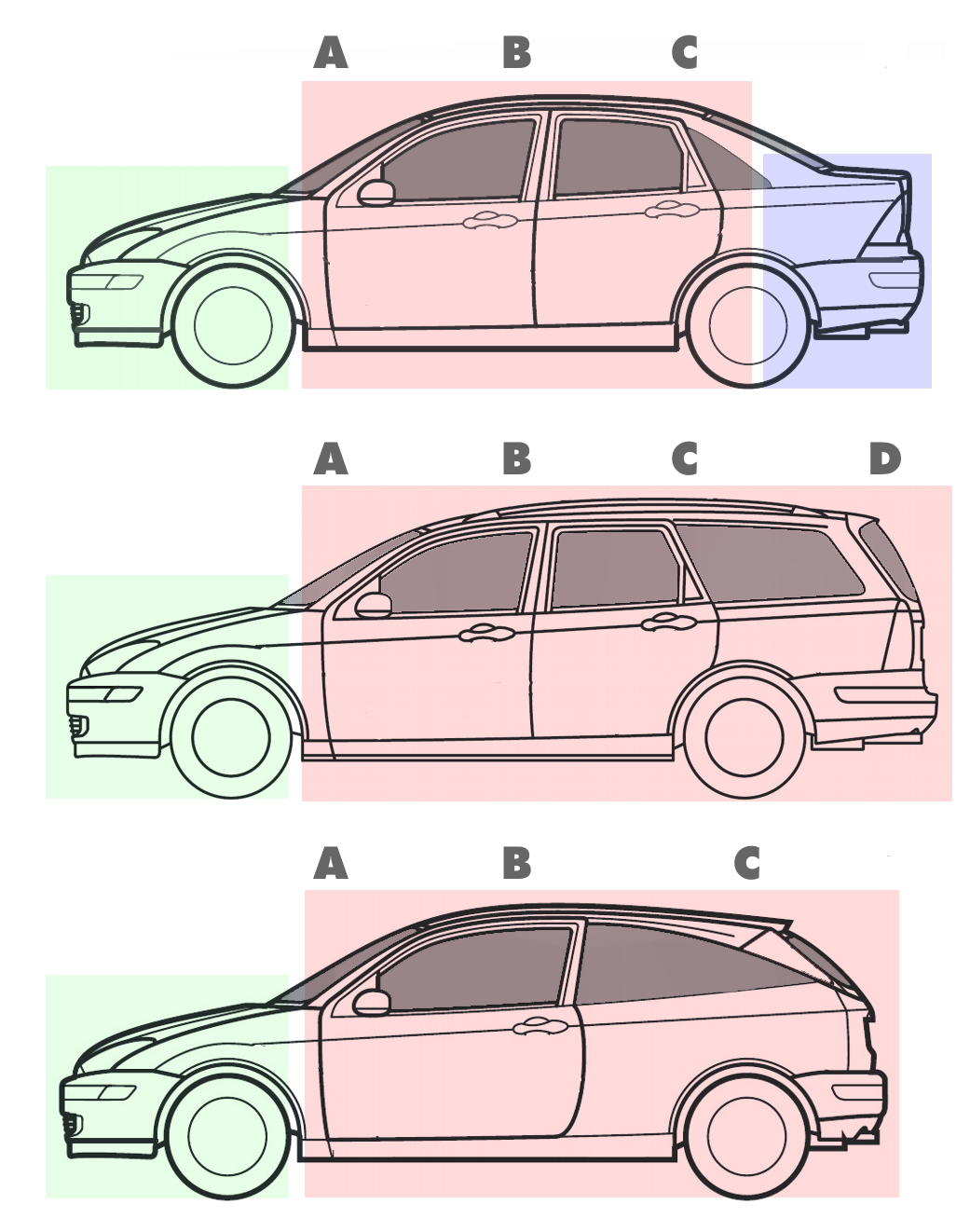
Aanduiding van de dakstijlen bij een sedan, stationwagen en hatchback van hetzelfde model.

Schema van een vijfdeurs hatchback bovenop een stationwagen van hetzelfde model waarbij beide een D-stijl hebben.

De dakstijlen van een auto zijn de verticale ondersteuningen van het dak en worden van voor naar achter in profielaanzicht aangeduid als de A-, B- en C-stijl. Grotere wagens hebben soms ook nog een D-stijl.
Deze alfabetische aanduiding van de dakstijlen van een auto biedt een gemeenschappelijk referentiekader voor ontwerpbesprekingen en kritieke communicatie, bijvoorbeeld bij het redden van slachtoffers uit verhakkelde voertuigen met een hydraulische schaar.
Met de A-stijl wordt de voorste dakstijl tussen de voorruit en het voorste portier aangeduid.
De B-stijl (of middenstijl) bevindt zich bij sedans tussen het voorste en het achterste portier en loopt door van het dak tot aan de bodemplaat van de auto. De B-stijl geeft zo niet alleen structurele ondersteuning aan het dakpaneel maar biedt ook plaats aan de vergrendeling van het voorportier en de scharnieren van het achterportier.
De C-stijl is de dakstijl tussen de achterdeur en de achterruit, of tussen de achterdeur en de achterste zijruit bij een stationwagen, SUV of MPV. Bij die laatste drie autotypes duidt men de dakstijl tussen de achterste zijruit en de achterruit aan met de D-stijl.
Dakstijlen worden geïmpliceerd, of ze nu bestaan of niet. Bij voertuigen waar de voor- en achterdeuren op elkaar aansluiten zonder tussenliggende verticale ondersteuning, wordt de niet-bestaande dakstijl "overgeslagen" bij het benoemen van de andere dakstijlen. Een typisch voorbeeld van een auto zonder B-stijl is de Ford B-MAX. Omgekeerd zullen extra deuren, zoals bij limousines, extra B-stijlen creëren. De B-stijlen zijn dan genummerd: B1, B2, enz.

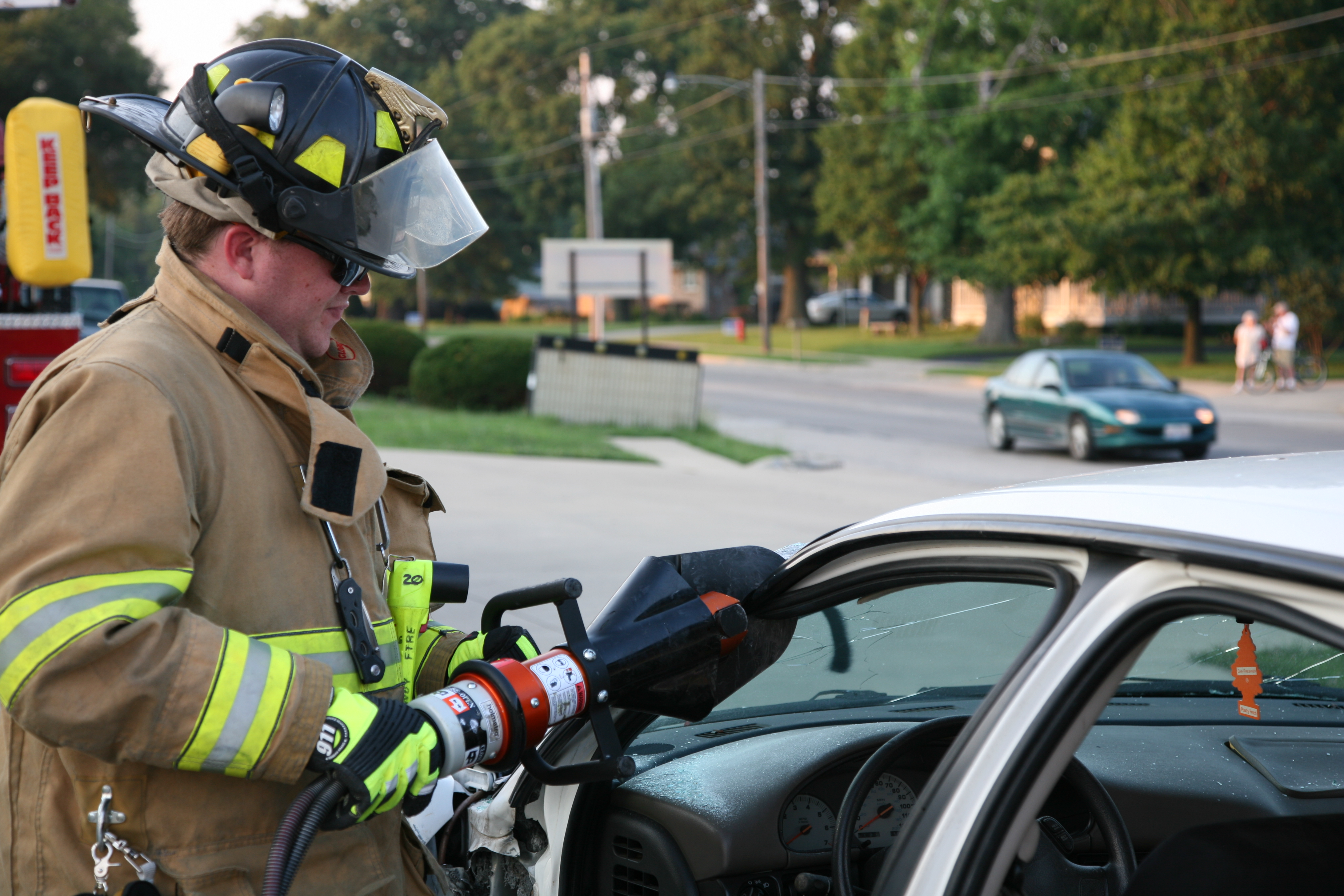
De A-stijl wordt doorgeknipt met een hydraulische schaar
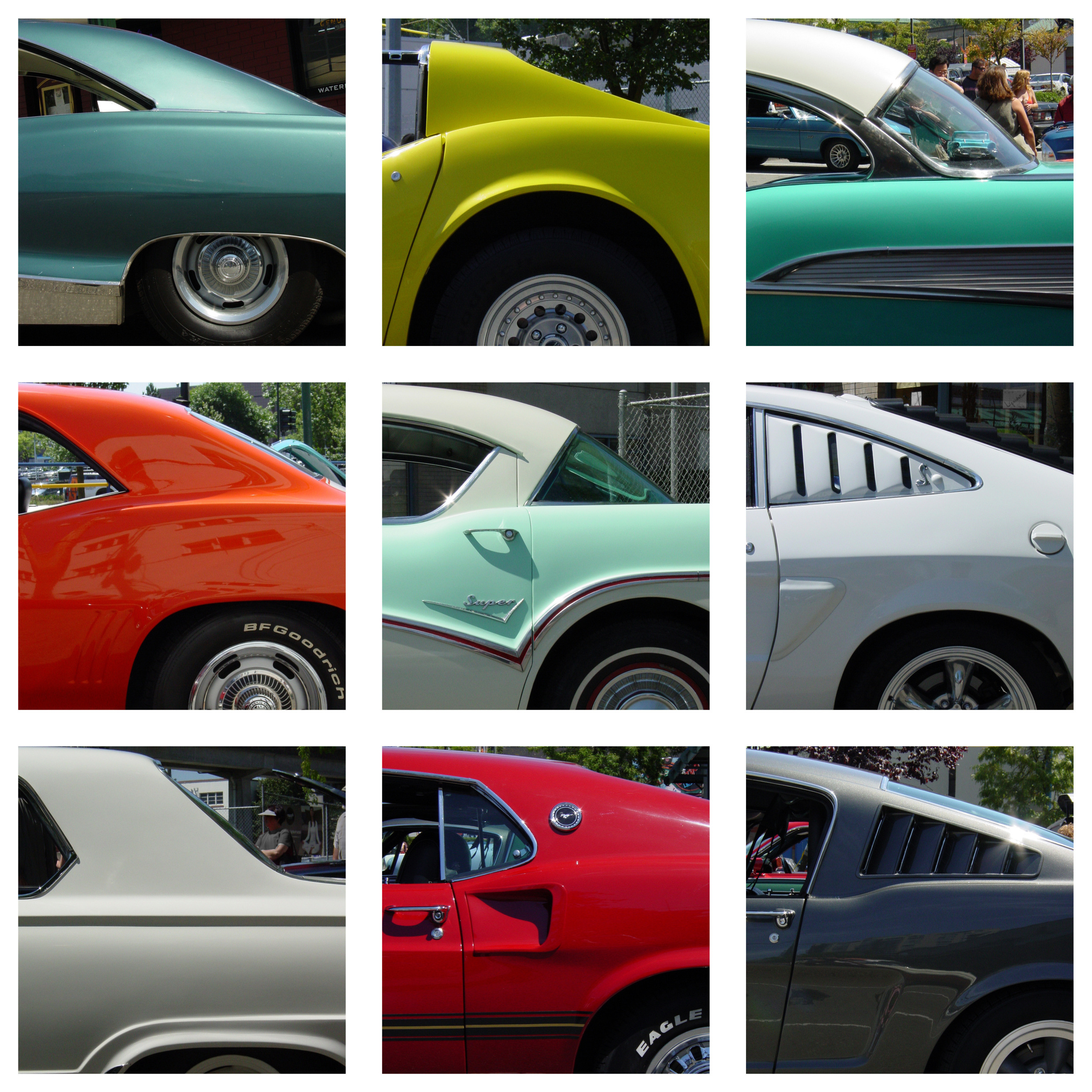
Verschillende soorten C-stijlen
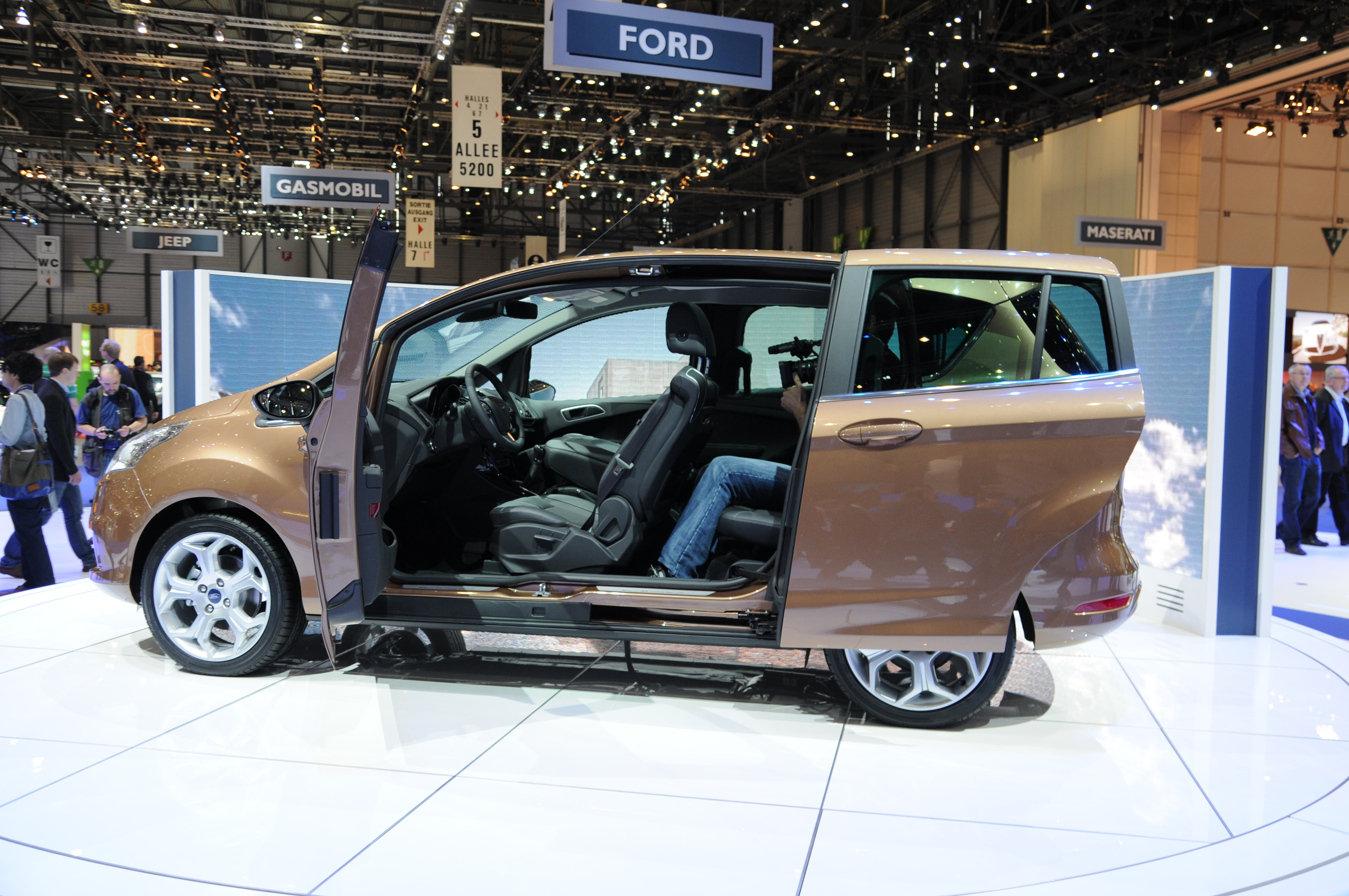
De Ford B-MAX zonder B-stijlen
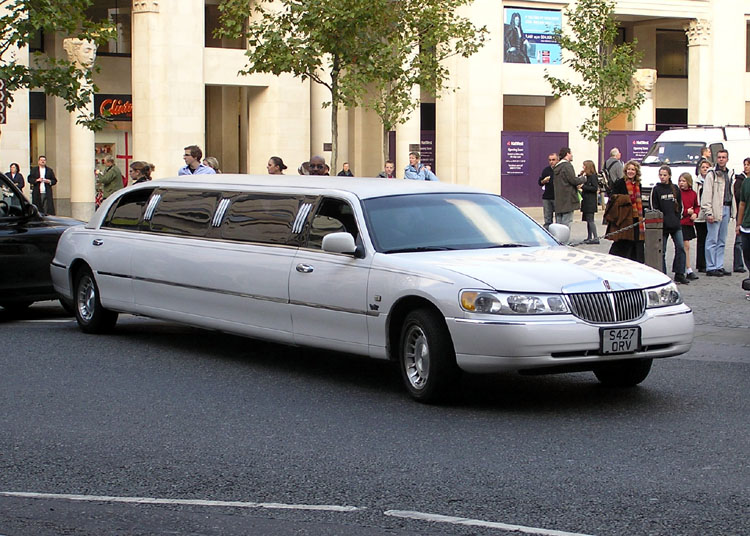
Een limousine met vijf dakstijlen (A, B1, B2, B3 en C)